# Åby kvarn

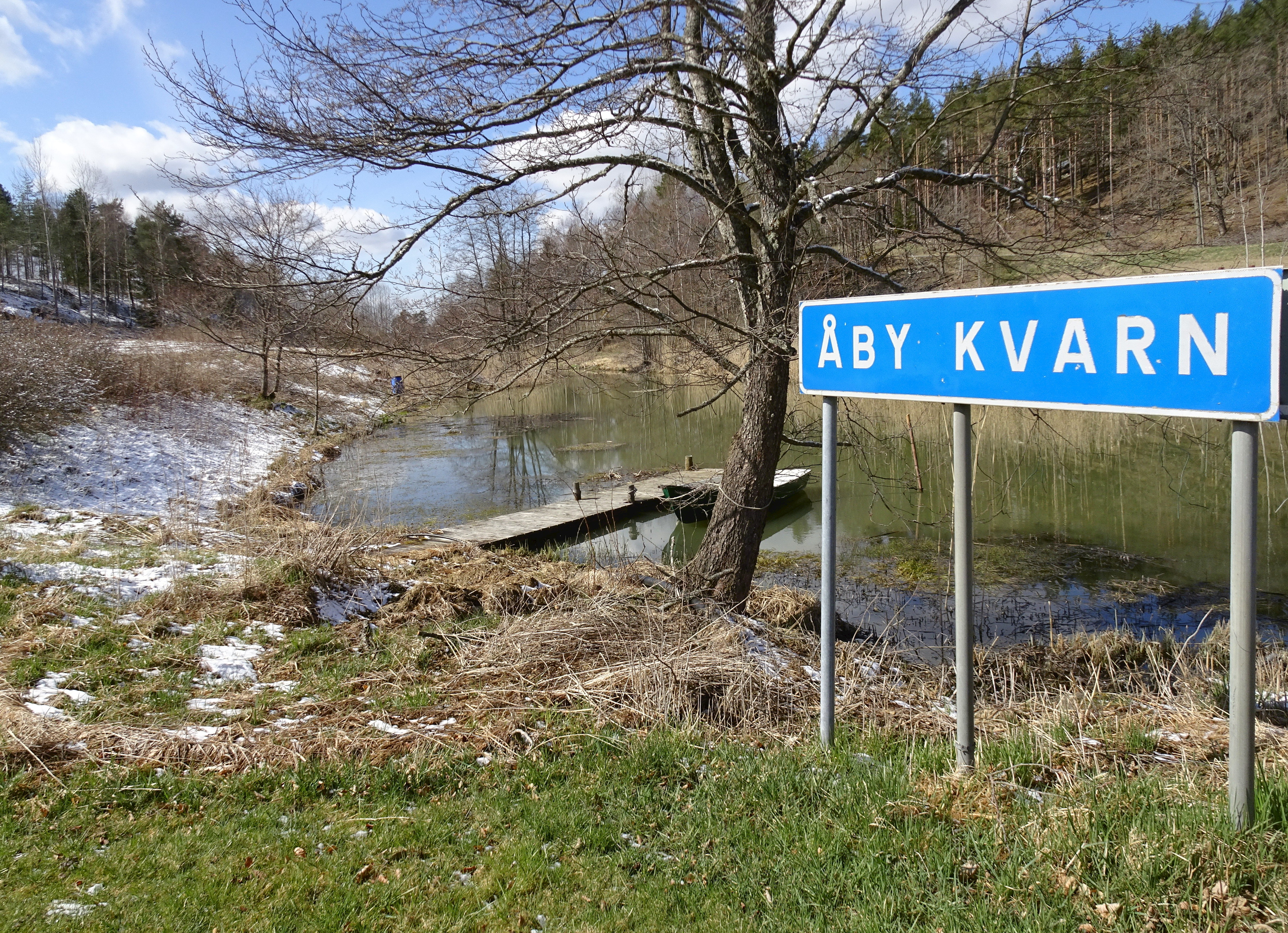
Åbyån och kvarndammen, vid Åby kvarn.

Åby Kvarn är en mindre ort med en tidigare vattenkvarn i Hölö socken, Södertälje kommun. Driften lades ner i slutet av 1950-talet. Flera byggnader finns kvar än idag och utgör enligt kommunen ”ur industrihistoriskt och miljöskapande perspektiv ett kulturhistoriskt värde i sina bevarade lämningar i ett vackert hävdat kulturlandskap”.

## Historik

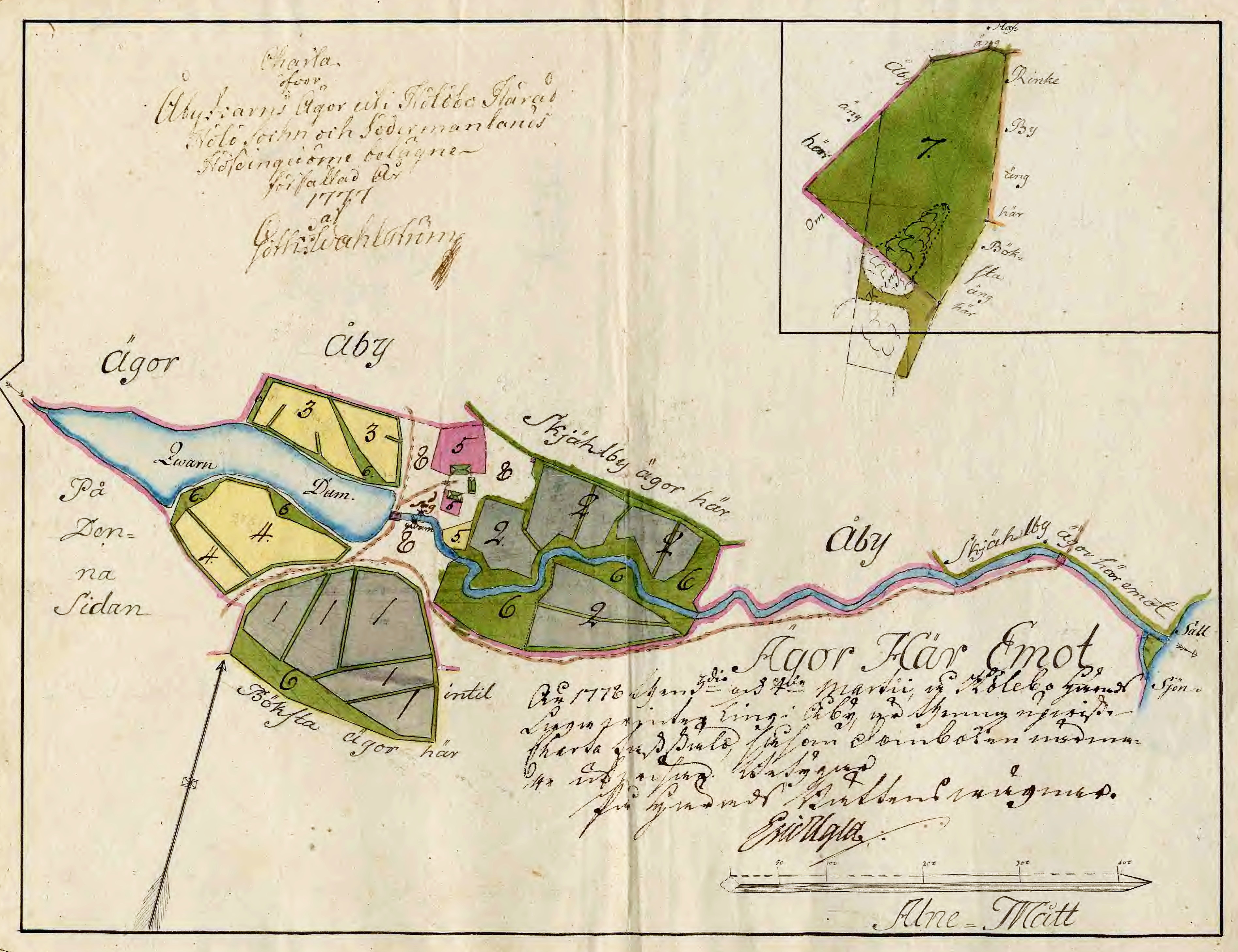
Åby kvarns ägor 1777.

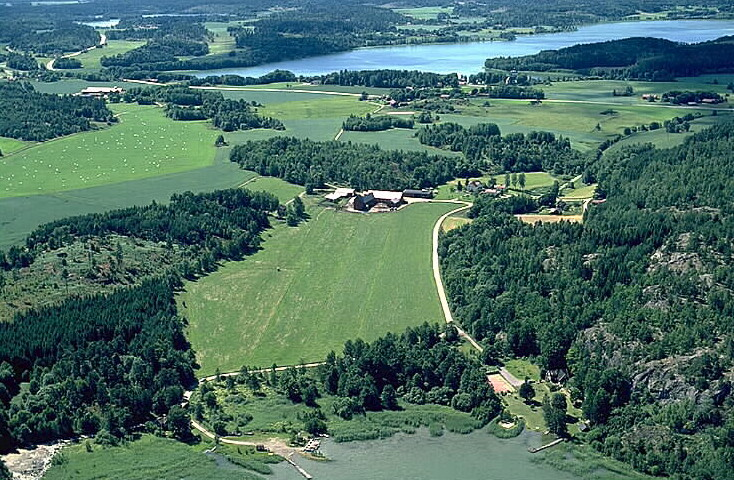
Vy över dalgången med Åby kvarn i bildmitt, Stavbofjärden längst fram och Kyrksjön i bakgrunden.

Namnet Åby i Hölö socken är omnämnd i skriftlig form 1361. År 1535 bestod Åby av ett skattehemman och en frälsegård, den senare ägdes av Svante Sture den yngre. Före 1777 låg Åbygårdarana under Tullgarn.
Området kring Åby kvarn sträcker sig från Hölö kyrka ner mot Stavbofjärden. Här finns en markant dalgång som är en rest av en förhistorisk havsvik av nuvarande Östersjön som gick in mot nuvarande Kyrksjön och vidare till Lillsjön. 
Genom dalgången rinner Åbyån som avvattnar Kyrksjön. Åns vattenkraft har nyttjats troligen sedan 1600-talet. Där nuvarande länsvägen AB 519 passerar ån byggdes en damm och anlades en mjöl- och en sågkvarn, som var en av tre vattenkvarnar i socknen. De båda andra låg i Skilleby respektive Vrå gård. Kvarnarna i Skilleby och Vrå användes endast för gårdarnas eget behov och då till att mala gröpe till djurfoder. Brödsäd för bakning malde man i allmänhet vid Åby kvarn. 
Till anläggningen i Åby hörde även en gårdsbebyggelse där gårdens huvudbyggnad ursprungligen låg på Åbyåns norra sida. Nere vid Stavbofjärden tillkom 1883 en lastageplats med därtill ledande väg som möjliggjorde transporter till och från skärgården. På en karta från 1871 redovisas huvudbyggnad med flyglar på södra sidan om ån. Omkring 1930 uppfördes nuvarande mangårdsbyggnaden med flyglar på åns södra sida, gestaltad efter förebilder från 1700-talet. Till gården hörde tidigare ytterligare hus bland annat en statarbostad. 
Av kvarnrörelsen återstår numera en damm, torklada, grunden efter kvarnen och ett äldre boningshus, samtliga på norra sidan om ån. Gården har idag ekologisk inriktning med mjölkkor och odling av bland annat vall, utsäde, bete och grönsaker. Försäljning till allmänheten sker via en egen gårdsbutik.

## Nutida bilder

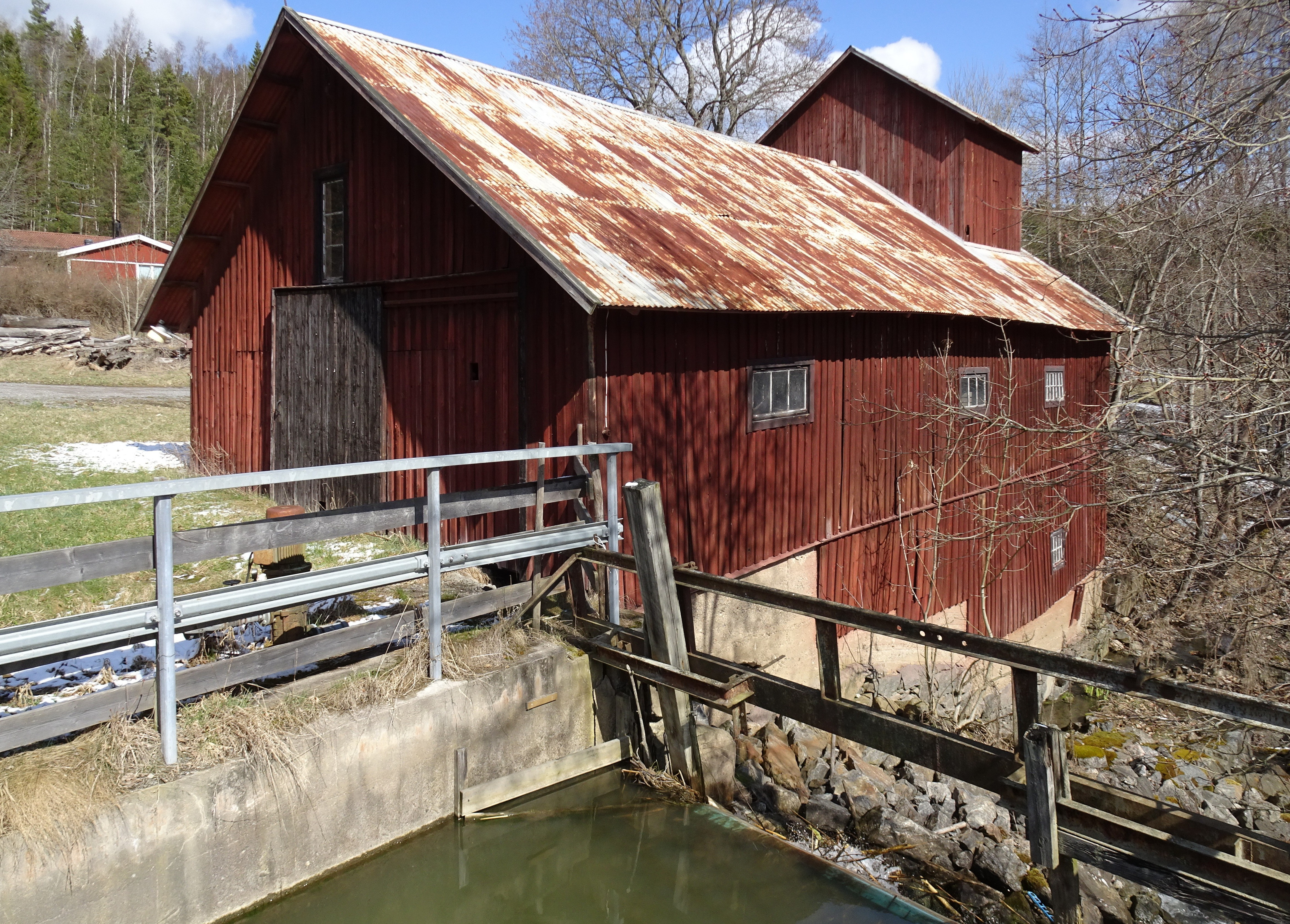
Torklada och dammen.
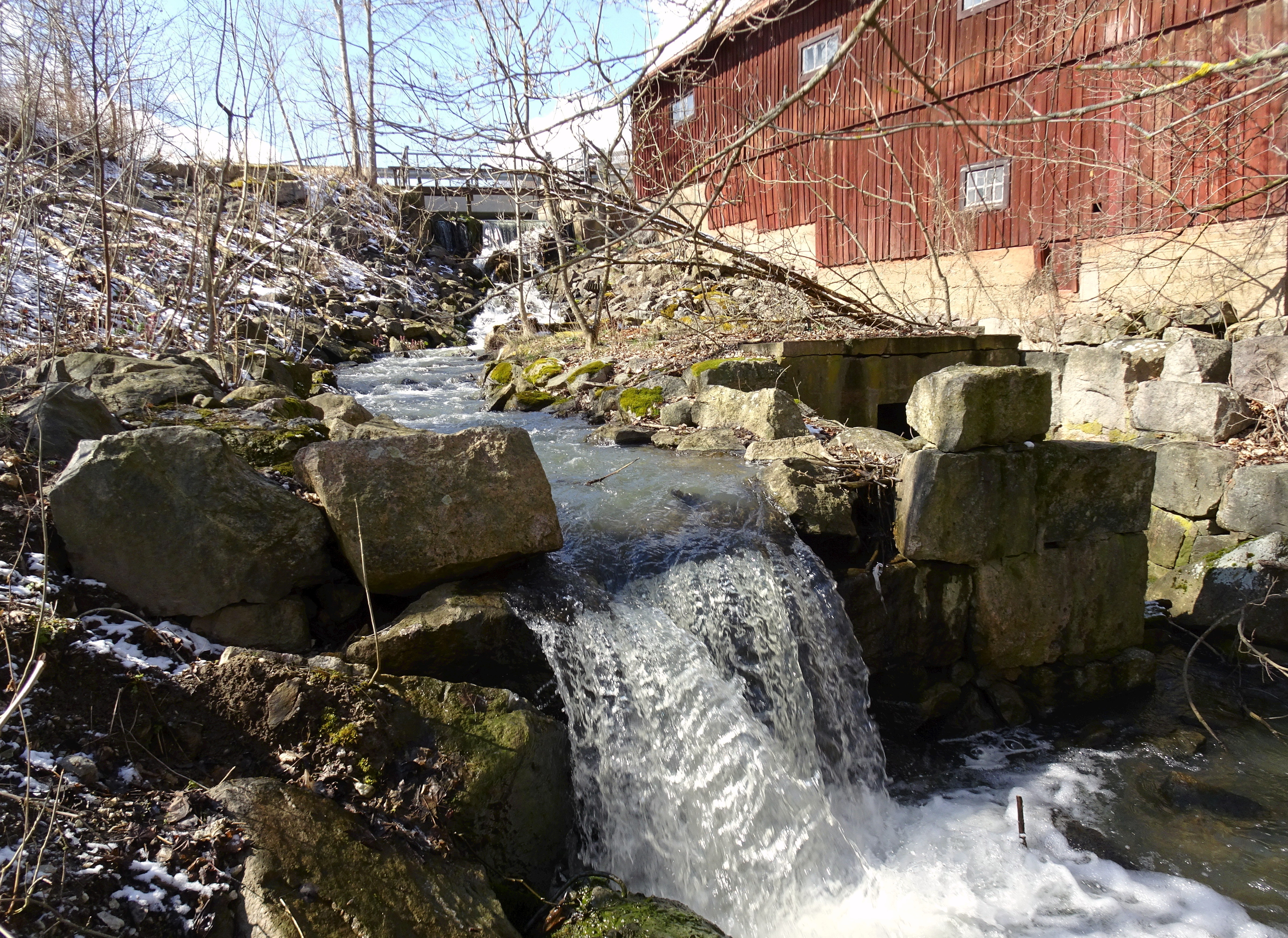
Fallet med kvarnfundament.
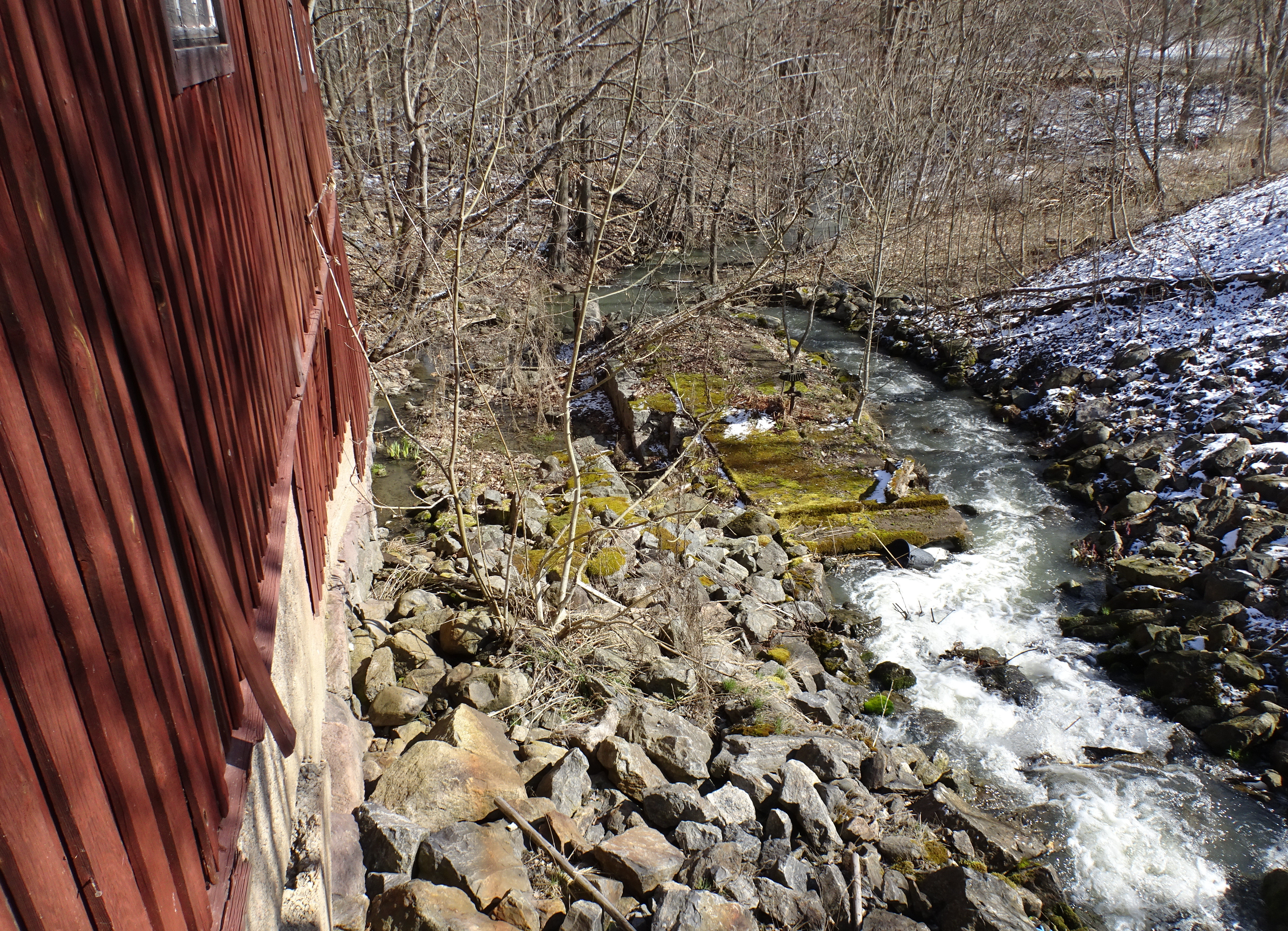
Fallet med kvarnfundament.
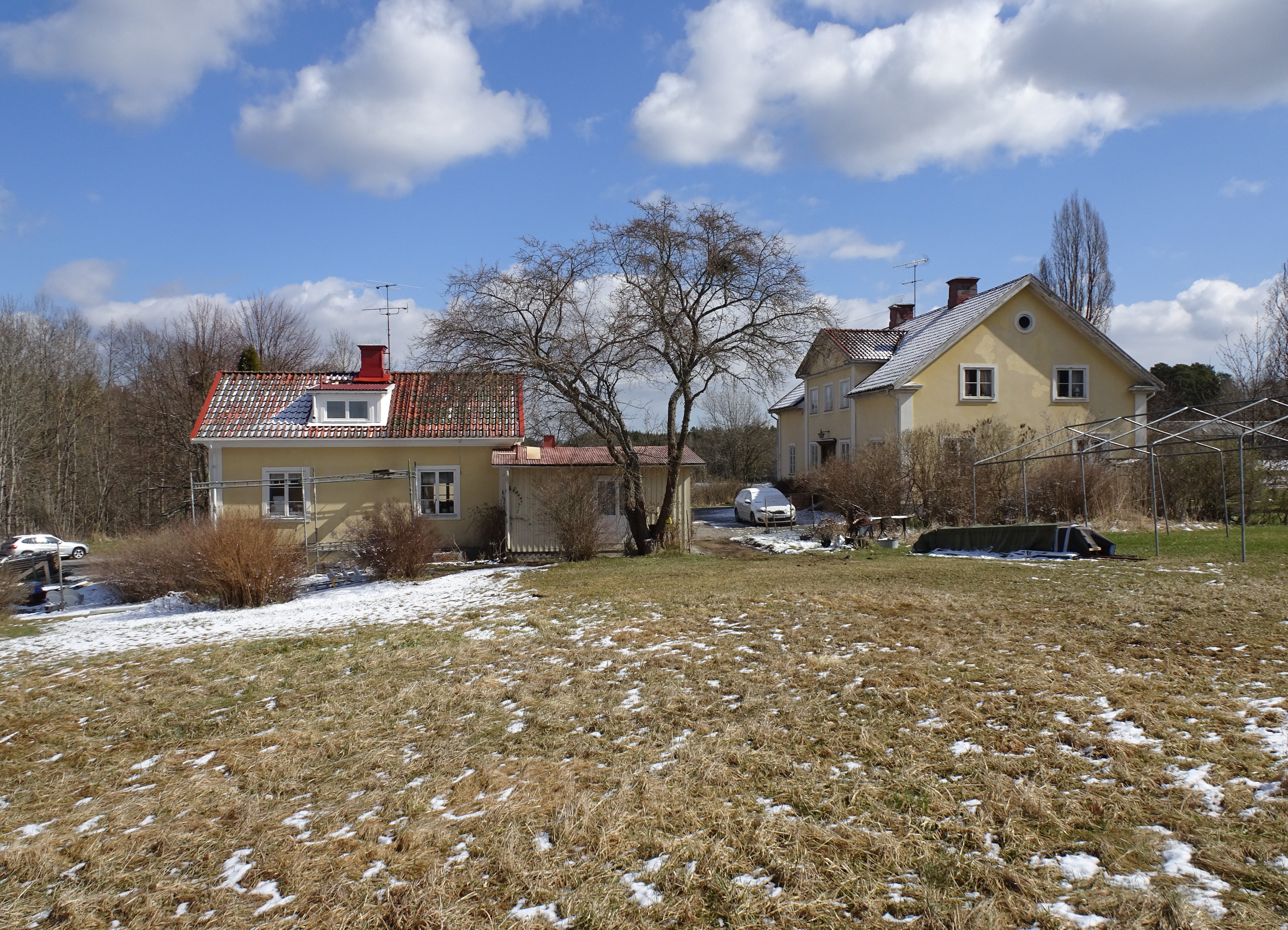
Gårdens huvudbyggnad och västra flygel.
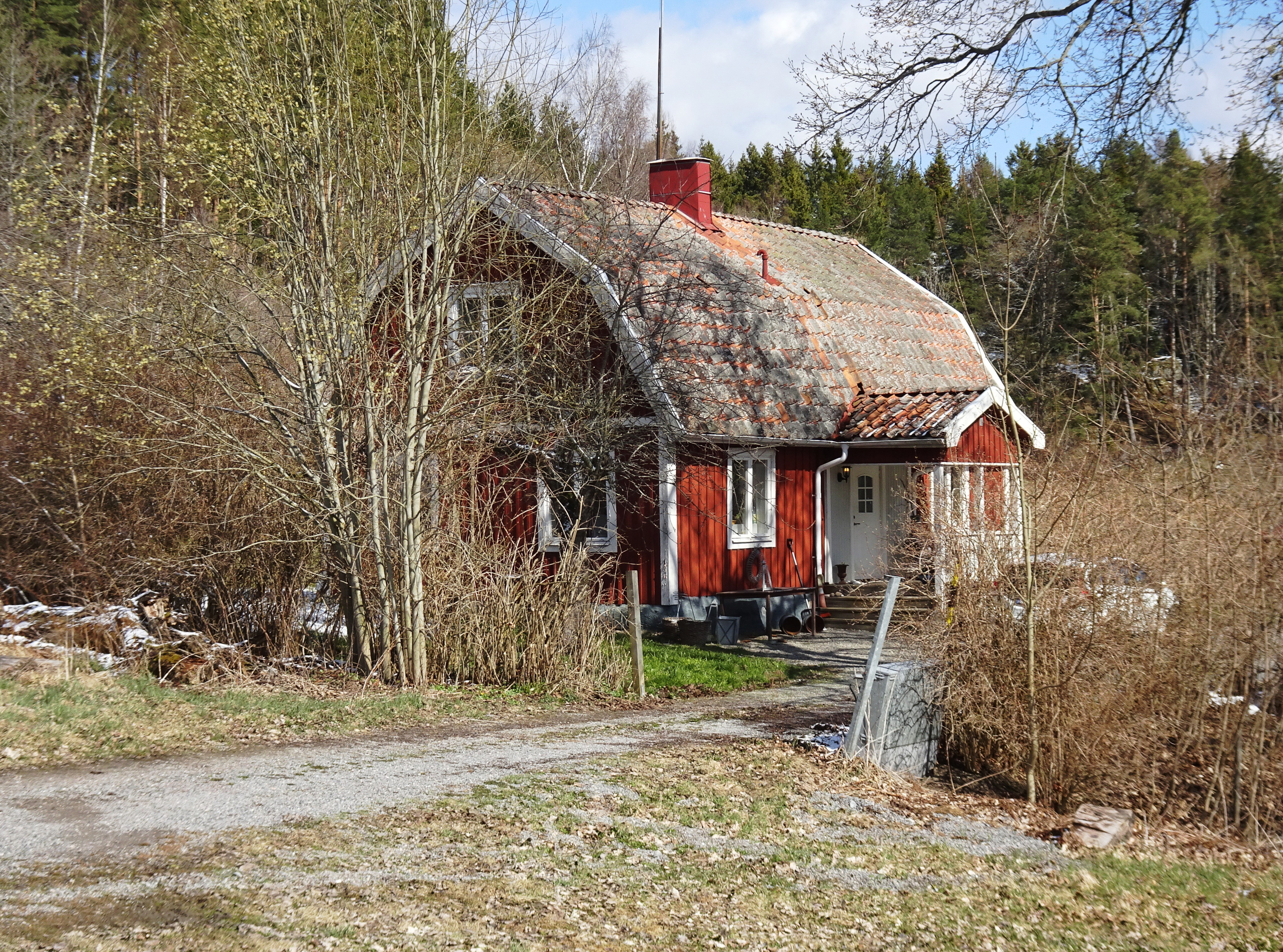
Boningshuset f.d. mjölnarstugan.